# Rhoenanthus coreanus
Rhoenanthus coreanus is een haft uit de familie Potamanthidae. De wetenschappelijke naam van de soort is voor het eerst geldig gepubliceerd in 1985 door Yoon & Bae.
De soort komt voor in het Palearctisch gebied.